# Petit paysan
Petit paysan ("småbonde") är en fransk dramafilm från 2017 i regi av Hubert Charuel, med Swann Arlaud och Sara Giraudeau i huvudrollerna. Den handlar om en boskapsskötare som oroar sig över en epidemi; när en av hans kor verkar ha smittats av en sjukdom fruktar han att alla hans kor kommer att behöva avlivas. Filmen var regissörens långfilmsdebut. Den spelades in på hans föräldrars gård.
Filmen hade premiär i Kritikerveckan vid filmfestivalen i Cannes 2017. Den reguljära biopremiären i Frankrike ägde rum den 30 augusti 2017.

## Medverkande
- Swann Arlaud som Pierre
- Sara Giraudeau som Pascale, Pierres syster, veterinär
- Isabelle Candelier som Pierres mor
- Jean-Paul Charuel som Pierres far
- Bouli Lanners som Jamy, den belgiske uppfödaren
- Marc Barbé som ansvarig från DDPP
- Clément Bresson som Fabrice
- Valentin Lespinasse som Jean-Denis
- India Hair som Angélique, bagaren
- Jean Charuel som Raymond, den gamle bonden